# توش
توش هي أحد القرى التي تقع جنوب ليبيا بوادي الحياة أو (وادي الآجال) بين خط طول 13.09391 شرقاً ودائرة عرض 26.537379 شمالاً، على مسافة 160 كم غرب مدينة سبها، وحوالي 900 كم جنوب مدينة طرابلس و35 كم من بحيرة قبرعون الشهيرة، و 4 كم شرق جرمة الأثرية.

## التاريخ
يرجع تاريخها إلى تاريخ تأسيس الحضارة الجرمنتية حيث وجدت قبور وآثار واقعة بمزارع تلك المنطقة منها ما هو معروض حاليا بالسرايا الحمراء بمدينةطرابلس سكانها من العرب ويبلغ عددهم حوالي 2000 نسمة، أهم النشاطات الاقتصادية بها الزراعة وتعتمد الزراعة على المياه الجوفية.
بالقرية مدرسة أبتدائية واعدادية وثانوية كما يوجد بها المعهد المتوسط للمهن الكهربائية والإلكترونية، ونادي رياضي يعرف (بنادي الشعلة)، ومستوصف، ومركز ثقافي، ومسجد ومدرسة قرءانية (محضرة)، وساحه شعبية.
كانت البلدة القديمة سابقا إبان القرن الثامن عشر إلى أواسط القرن التاسع عشر محاطة بسور منيع به 3 مداخل الرئيسي (الباب الكبير)و (باب حمراية) و (باب الدكاكين)وكان هذا السور يحمي سكان المنطقة من هجمات المعتدين والمرتزقة والفلاقه، كما يوجد بها قصر (بيت اكنيمو) وغابات (بن كرو) واشتهرت هذه المنطقة بالاكتفاء الذاتي أيام الجدب.
أسماء مزراع ومناطق ومعالم قديمة بالمنطقة:-
- بن كرو.
- قصر بيت اكنيمو.
- قصر الملوك (بأم العمش).
- جنت بالالا.
- جنت ارقيني.
- أم الجمخي.
- أم العمش.
- أم لأبيض.
- باب حمرايه.
- الجديدة.
- المقضوبة.
- أم التمر
- جنت اخليف
- الفوقة
- بئر الجامع القديم (يروى بأنه حفر حوالى العام 1840 ميلادي أو قبل).